# Carlo Weis
Carlo Weis (ur. 3 lipca 1960) – trener i piłkarz, reprezentant Luksemburga, występujący na pozycji defensywnego pomocnika. W reprezentacji występował w latach 1978–1998, rozgrywając 87 meczów i zdobywając jednego gola (w meczu przeciwko Portugalii w 1991 roku).
W 1990 Carlo Weis został wybrany Piłkarzem Roku w Luksemburgu. Występował w takich klubach jak: Spora Luksemburg, KFC Winterslag, Stade de Reims, ponownie Spora, Thionville Sport FC, Avenir Beggen, Sporting Mertzig i ponownie Avenir. Zakończył karierę w 2000 roku.
Karierę trenerską rozpoczął w 1995 r. Sportingu Mertzig, gdzie był grającym trenerem. W 1997 r. przeszedł do Avenir Beggen, gdzie zakończył karierę zawodniczą. Od 2000 do 2004 r. prowadził F91 Dudelange. W latach 2004–2005 Weis prowadził Swift Hesperange.